# 上廉穴
上廉穴（じょうれんけつ）は、手の陽明大腸経に所属する9番目の経穴である。

## 部位
前腕後橈側にあり、曲池穴の下3寸、陽谿穴から曲池穴に向かい上7寸、長・短橈側手根伸筋の間に取穴する

## 名前の由来
上は部位、廉は丘陵や菱形の角（前腕の菱形の筋肉）を意味することから名づけられた。

## 効能
大腸病、頭痛、半身不随、上肢帯のだるさと麻痺、腹痛、腸鳴、泄瀉などにも使われる。